# ينس وويهرمان
وويهرمان ينس (بالألمانية: Jens Wöhrmann) مواليد 8 سبتمبر 1967 في زيغن، هو لاعب كرة مضرب ألماني سابق وكان يلعب باليد اليمنى. أعلى تصنيف له في الفردي كان المركز الـ 54 في سنة 1989. أعلى تصنيف له في الزوجي كان المركز الـ 311 في سنة 1991.

## النهائيات

### الفردي: (1)
| الرقم | السنة | الدورة                | الأرضية | المنافس في النهائي | النتيجة في النهائي |
| ----- | ----- | --------------------- | ------- | ------------------ | ------------------ |
| 1.    | 1991  | الدار البيضاء، المغرب | ترابية  | برناردو موتا       | 6–3, 6–1           |

### الزوجي: (1)
| الرقم | السنة | الدورة | الأرضية | الشريك      | المنافس في النهائي                  | النتيجة في النهائي |
| ----- | ----- | ------ | ------- | ----------- | ----------------------------------- | ------------------ |
| 1.    | 1990  | ميونخ  | سجاد    | ماركوس زوكي | ديميتري بولياكوف سلوبودان فوجينوفيك | 6–4, 6–3           |

## روابط خارجية
- ينس وويهرمان على موقع رابطة محترفي التنس (الإنجليزية)
- ينس وويهرمان على موقع الاتحاد الدولي لكرة المضرب (الإنجليزية)
- ينس وويهرمان على موقع كأس ديفيز (الإنجليزية)
- ينس وويهرمان على موقع خلاصة التنس.كوم (الإنجليزية)